# Laurel et Hardy conscrits
Pour plus de détails, voir Fiche technique et Distribution.
Laurel et Hardy conscrits (The Flying Deuces), également connue sous le nom de Flying Aces, est un film américain en noir et blanc réalisé par A. Edward Sutherland, sorti en 1939.
Il s'agit du premier film que tourne le duo comique Laurel et Hardy sans être sous la direction de Hal Roach.
Le film est un remake partiel du moyen métrage tourné par Laurel et Hardy en 1931 : Les Deux Légionnaires. 

## Synopsis
Paris, France. Oliver Hardy est amoureux de Georgette, la fille de l'aubergiste où résident les deux héros. Apprenant que celle-ci est déjà mariée à François, Hardy tente de se suicider mais François les persuade de rejoindre la Légion étrangère. Ils acceptent et poursuivent leur aventure en Afrique du Nord, mais finissent par être condamnés au peloton d'exécution. Ils s'enfuient alors en avion mais ce dernier s'écrase, tuant Oliver Hardy sur le coup. Quand Laurel rentre chez lui, il découvre la réincarnation de son comparse en un cheval doté d'un chapeau melon et d'une moustache.

## Fiche technique
- Titre français : Laurel et Hardy conscrits
- Titre original : The Flying Deuces
- Réalisation : A. Edward Sutherland
- Scénario : Ralph Spence, Charley Rogers, Fred Schiller et Harry Langdon
- Photographie : Art Lloyd
- Musique : John Leipold
- Direction artistique : Boris Leven
- Production : Boris Morros
- Société de production de distribution : RKO Pictures
- Pays de production :  États-Unis
- Langue originale : anglais américain
- Genre : comédie militaire
- Durée : 69 min
- Dates de sortie : 
  - États-Unis : 20 octobre 1939
  - France : 21 janvier 1949

## Distribution
- Stan Laurel (VF: Franck O'Neill) : Stan
- Oliver Hardy (VF: Roger Tréville) : Oliver
- Jean Parker : Georgette
- Reginald Gardiner : François
- Charles B. Middleton : le commandant de la Légion
- Jean Del Val : un sergent
- Clem Wilenchick : un caporal
- James Finlayson : le geôlier (VF: Camille Guerini)
- Michael Visaroff : l'aubergiste

## Source
- Laurel et Hardy conscrits et les affiches françaises du film, sur EncycloCiné